# Castrezzato
Castrezzato är en ort och kommun i provinsen Brescia i regionen Lombardiet i Italien. Kommunen hade 7 352 invånare (2018).